# Ceteris paribus
Ceteris paribus (лат.) — формулювання, що часто використовується в аналізі та синтезі, що означає «за інших рівних умов» і свідчить про змінність одного параметра та незмінність усіх інших.